# 三輪駅
三輪駅（みわえき）は、奈良県桜井市大字三輪にある、西日本旅客鉄道（JR西日本）桜井線（万葉まほろば線）の駅である。

## 歴史
- 1898年（明治31年）5月11日：奈良鉄道が京終駅 - 桜井駅間で開業した際に設置[2]。
- 1905年（明治38年）2月7日：関西鉄道が奈良鉄道の路線を承継。同社の駅となる[2]。
- 1907年（明治40年）10月1日：関西鉄道国有化。帝国鉄道庁の駅となる[2]。
- 1909年（明治42年）10月12日：線路名称制定。桜井線の所属となる[2]。
- 1983年（昭和58年）4月1日：貨物の取り扱いを廃止[4]。
- 1984年（昭和59年）10月20日：荷物扱い廃止[4]。
- 1987年（昭和62年）4月1日：国鉄分割民営化により、西日本旅客鉄道（JR西日本）の駅となる[2]。
- 2002年（平成14年）3月23日：無人駅となる[3]
- 2005年（平成17年）3月1日：ICカード「ICOCA」の利用が可能となる[5]。ICカード専用簡易改札機で対応[6]。
- 2008年（平成20年）11月29日：長年営業していたキヨスクがこの日限りで閉店した。
- 2010年（平成22年）3月13日：路線愛称の制定により、「万葉まほろば線」の愛称を使用開始。
- 2019年（平成31年）2月7日：駅前に公衆トイレが完成[7]。

## 駅構造
相対式ホーム2面2線を有する行違い可能な地上駅で、ホームの有効長は最大6両まで対応。1番（上り）のりば側に駅舎があり、2番（下り）のりばへは跨線橋で連絡している。トイレが改札内にある。
JR西日本近畿統括本部の大阪支社王寺鉄道部が統括管理する無人駅で、駅構内には簡易型ボタン式自動券売機・ICカード専用簡易自動改札機が設置されている。無人駅であるが、特定日には日本鉄道OB会の飛鳥支部に所属するボランティアが駅周辺等の案内業務を受諾している。
多客繁忙期には降車専用の臨時改札口が2番のりばの北端に開設される。駅舎の左右にも臨時改札口が複数設けられている。

### のりば
| のりば | 路線           | 方向 | 行先           |
| ------ | -------------- | ---- | -------------- |
| 1      | 万葉まほろば線 | 上り | 天理・奈良方面 |
| 2      | 万葉まほろば線 | 下り | 桜井・高田方面 |

- 上表の路線名は旅客案内上の名称（愛称）で表記している。

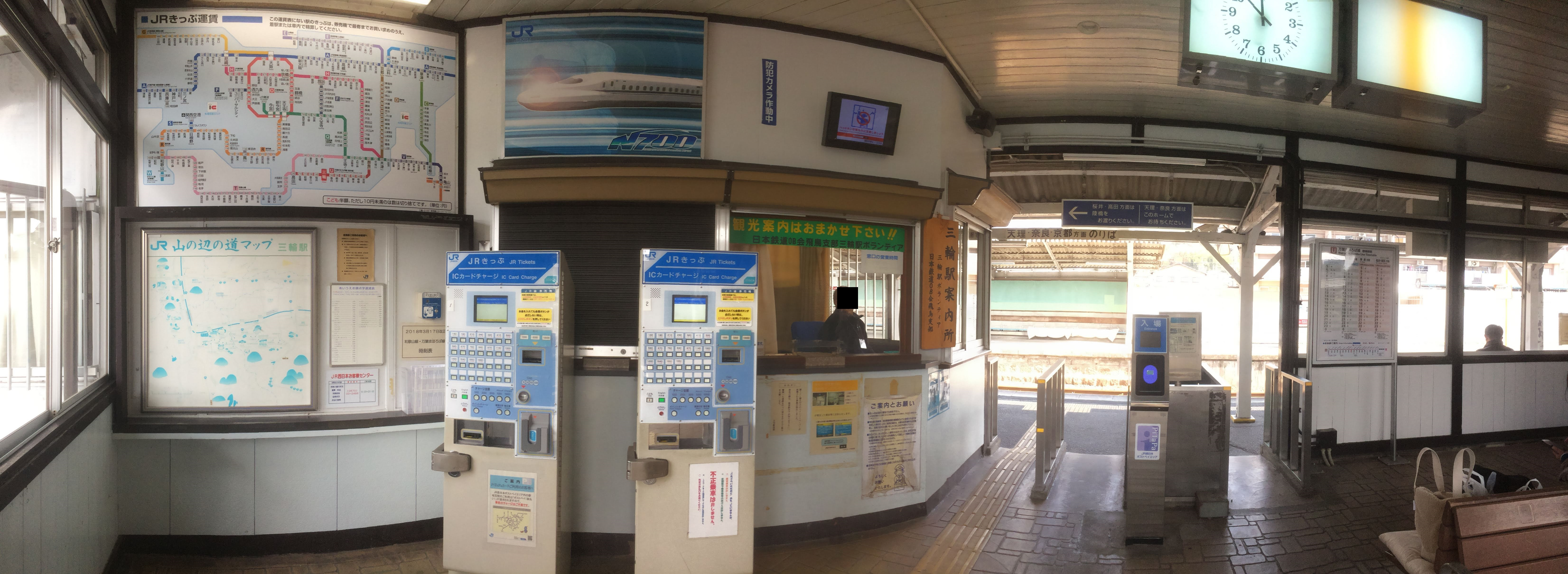
有人時の駅舎内（2019年2月）
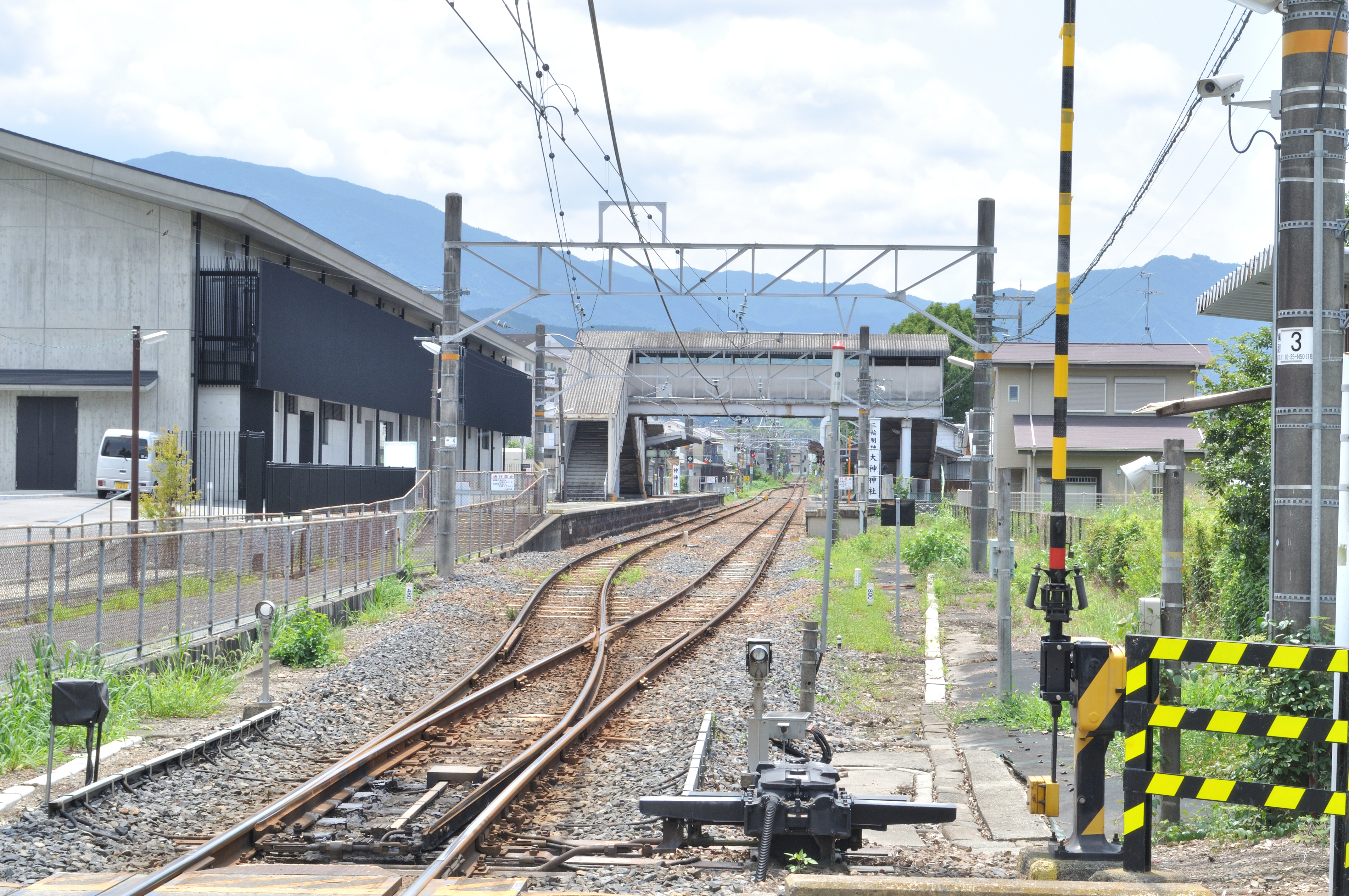
構内（2021年7月、踏切より）
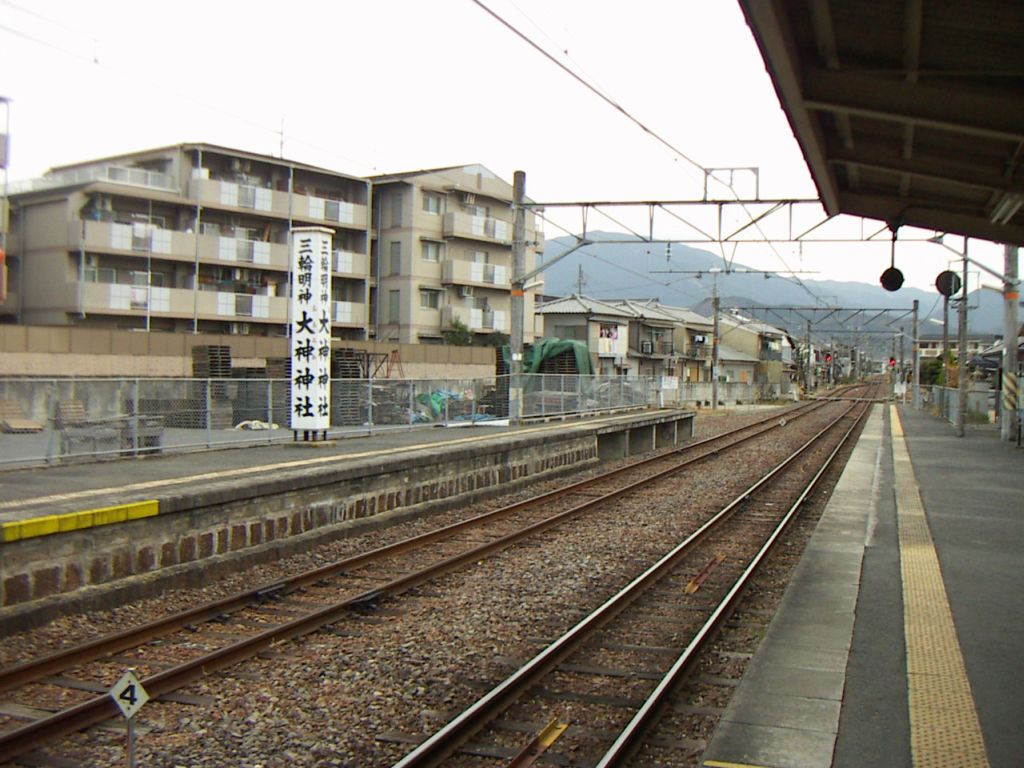
ホーム（2006年1月、桜井方面を望む）
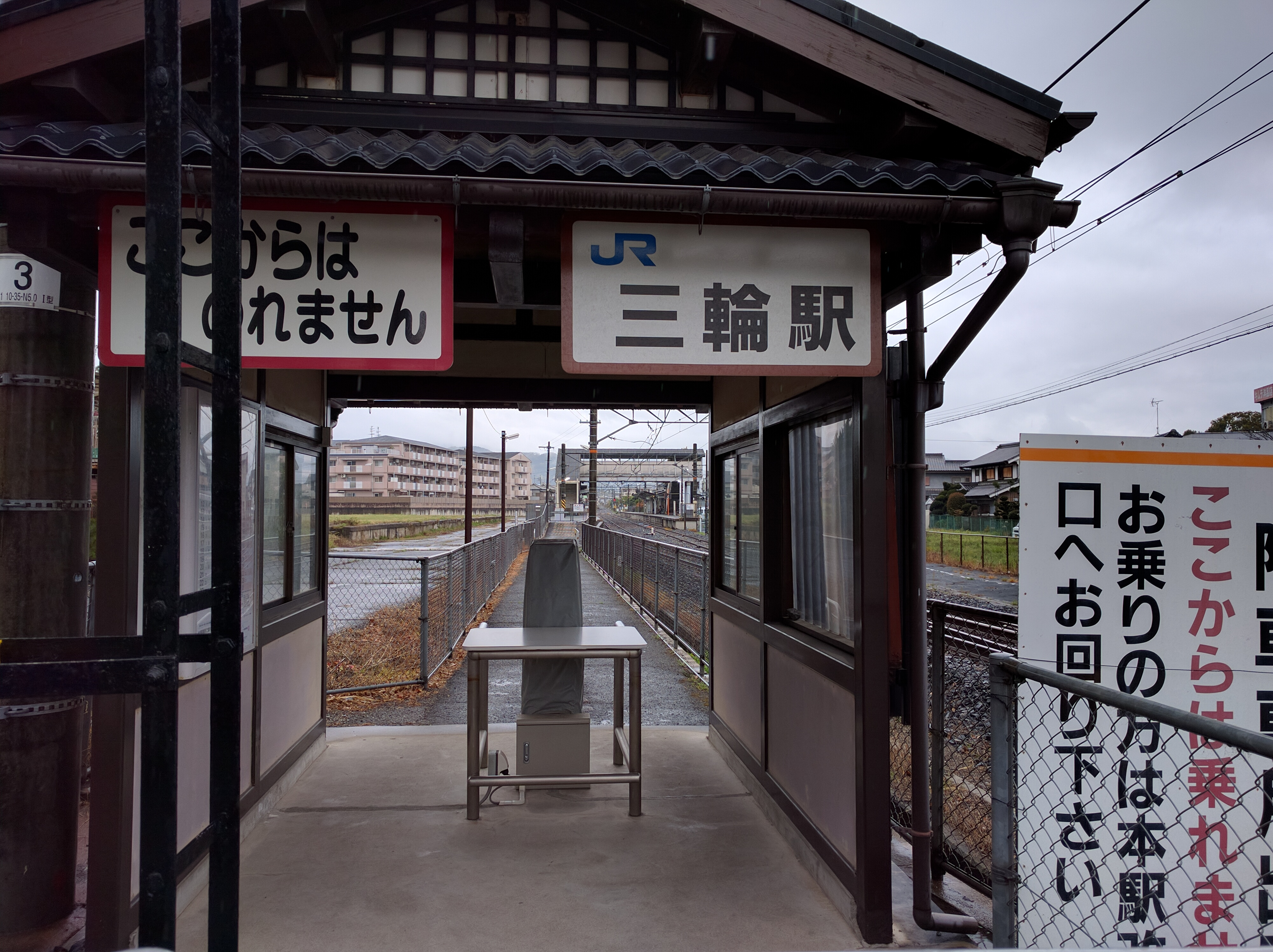
臨時改札口（2016年4月）

## 利用状況
周辺に住宅が多く建っており、また近年の広告効果もあってか、休日の利用客は比較的多い。年末年始や月次祭（つきなみさい。毎月1日）など、大神神社で催しが行われる時には、特に増加する利用客への対処のため、臨時改札口及び臨時通路も使用される。
大神神社の最寄り駅ということもあり、正月は初詣客で大変混雑する。このため、年末年始にかけて、桜井線では終夜運行などの臨時列車が増発される。かつては桜井駅とのピストン輸送を行っていた時期もあった。
JR西日本の移動等円滑化取組報告書によれば、2023年度の1日平均乗降人員は1,300人。「奈良県統計年鑑」によると、1日の平均乗車人員は以下の通りである。
| 年度               | 1日平均 乗車人員 |
| ------------------ | ---------------- |
| 2005年（平成17年） | 511              |
| 2006年（平成18年） | 554              |
| 2007年（平成19年） | 545              |
| 2008年（平成20年） | 542              |
| 2009年（平成21年） | 563              |
| 2010年（平成22年） | 614              |
| 2011年（平成23年） | 595              |
| 2012年（平成24年） | 660              |
| 2013年（平成25年） | 643              |
| 2014年（平成26年） | 649              |
| 2015年（平成27年） | 681              |
| 2016年（平成28年） | 678              |
| 2017年（平成29年） | 699              |
| 2018年（平成30年） | 658              |
| 2019年（令和元年） | 715              |
| 2020年（令和02年） | 456              |
| 2021年（令和03年） | 521              |
| 2022年（令和04年） | 591              |

## 駅周辺
- 大神神社[2]
- 山辺の道
- 日本郵便 三輪郵便局

## その他
- JR大阪環状線鶴橋駅の外回りホームに、大神神社の電光広告が掲示されているが、最寄り駅がこの駅ではなく、近鉄大阪線桜井駅になっている。

## 隣の駅
西日本旅客鉄道（JR西日本）
 万葉まほろば線（桜井線）
■快速（高田駅経由大和路線直通）・■普通
巻向駅 - 三輪駅 - 桜井駅